# 中和西镇
中和西镇是中华人民共和国内蒙古自治区鄂尔多斯市达拉特旗下辖的一个镇。

## 行政区划
中和西镇下辖以下村级行政区划单位：
南伙房村、翻身村、乌兰计村、红海村、宝日呼舒村、官井村、万太兴村、蓿亥图牧业村和南布日嘎斯太村。